# Route métropolitaine 980 (Toulouse Métropole)
Pour les articles homonymes, voir Arc-en-ciel (homonymie) et Route 980.
Rocade Arc-en-Ciel
Dans Toulouse Métropole, la route métropolitaine 980 ou M 980 (anciennement route départementale 980 (D 980)), communément appelée rocade Arc-en-Ciel, est une route métropolitaine de la banlieue de Toulouse. Elle fait 4,6 km et est intégralement aménagée en voie express à 2x2 voies et relie l'A624 à Saint-Martin-du-Touch au parc d'activité de Basso Cambo.

## Historique
- Décembre 1997 : Ouverture[1].
- 1er janvier 2017 : Transfert de compétence à Toulouse Métropole[2],[3].
- 4 décembre 2017 : Passage de la limitation de vitesse de 110 km/h à 90 km/h[3].
- Juin-juillet 2021 : Changement progressif de tous les cartouches en M 980.

## Tracé
- Échangeur entre A624 et M980 +  2 : Saint-Martin-du-Touch
- Début de la M980
- 980.1 : Les Ramassiers
- 980.2 : Lardenne, Tournefeuille, Plaisance-du-Touch
- 980.3 : Ramelet-Moundi, Marquisat, Basso Cambo
- Fin de la M980
- Carrefour giratoire entre M980, D 120A et M 923

## Futur
Il est prévu de prolonger la rocade jusqu'à l'A64, projet à l'origine avorté après l'ouverture de la route mais réintroduit récemment. Cependant, il n'est pas sûr que ce prolongement se fasse par l'avenue du Général-Eisenhower (D 120A) comme cela semblait être prévu à l'origine.